# Андерсон, Одри Мари
Одри Мари Андерсон (англ. Audrey Marie Anderson, род. 7 марта 1975) — американская актриса и бывшая модель. Андерсон наиболее известна благодаря своей роли Ким Браун в сериале CBS «Отряд «Антитеррор»», где она снималась с 2006 по 2009 год.

## Биография
Андерсон родилась в Форт-Уэрте, штат Техас, и в начале девяностых годов работала в качестве фотомодели, прежде чем в 2000—2001 годах дебютировать на телевидении в качестве профессиональной актрисы во второстепенной роли в сериале ABC «Опять и снова». С тех пор она сыграла второстепенные роли в сериалах «Провиденс» и «Пойнт-Плезант», а на большом экране появилась в фильмах «Миля лунного света» и «Пивфест», прежде чем получить основную роль в сериале «Отряд «Антитеррор»». После его закрытия, Андерсон была гостем в сериалах «Морская полиция: Лос-Анджелес», «Частная практика» и «Доктор Хаус», а в 2013 году имела второстепенные роли в «Стрела» и «Ходячие мертвецы».

## Фильмография
| Год       |    | Русское название              | Оригинальное название | Роль               |
| --------- | -- | ----------------------------- | --------------------- | ------------------ |
| 1994      | с  | Беверли-Хиллз, 90210          | Beverly Hills, 90210  | офицер             |
| 1995      | с  | Закон и порядок               | Law & Order           | миссис Барнетт     |
| 2000—2001 | с  | Опять и снова                 | Once and Again        | Карла Олдрич       |
| 2001—2002 | с  | Возвращение в Калифорнию      | Going to California   | Клэр Коннор        |
| 2002      | с  | Провиденс                     | Providence            | Анджела            |
| 2002      | ф  | Метка                         | The Badge             | официантка         |
| 2002      | ф  | Миля лунного света            | Moonlight Mile        | Одри Андерс        |
| 2003      | тф | Покрашенный дом               | A Painted House       | Тэлли Спруил       |
| 2003—2004 | с  | Спокойная жизнь               | Still Life            | Эмили Морган       |
| 2004      | ф  |                               | Larceny               | девушка-панк       |
| 2004      | с  | Без следа                     | Without a Trace       | Коллин Макграт     |
| 2005      | ф  | Убийственная сексуальность    | Drop Dead Sexy        | Натали             |
| 2005      | тф | Комета Галлея                 | Halley's Comet        | Halley Newell      |
| 2005—2006 | с  | Пойнт Плезант                 | Point Pleasant        | Изабель Крамер     |
| 2006      | ф  | Пивфест                       | Beerfest              | девушка            |
| 2006—2009 | с  | Отряд «Антитеррор»            | The Unit              | Ким Браун          |
| 2010      | с  | Морская полиция: Лос-Анджелес | NCIS: Los Angeles     | Кристин Доннелли   |
| 2010      | с  | Обмани меня                   | Lie to Me             | Доктор Мэри Хэнсон |
| 2012      | с  | Частная практика              | Private Practice      | Роуз Филмор        |
| 2012      | с  | Доктор Хаус                   | House                 | Эмили Коппелман    |
| 2012      | ф  | Не святой                     | Least Among Saints    | Дженни             |
| 2013      | с  | Контакт                       | Touch                 | Мэллори Кейн       |
| 2013      | с  | Ходячие мертвецы              | The Walking Dead      | Лилли Чамблер      |
| 2013—2020 | с  | Стрела                        | Arrow                 | Лайла Майклс       |
| 2014      | ф  |                               | Mockingbird           |                    |
| 2014      | с  | Что знает Оливия?             | Olive Kitteridge      | Энн                |